# Brita Geyer
Brita Geyer, eller Gejjer, född 1701, död efter 1751, var en svensk författare.
Hon var dotter till rådman Sebastian Geyer i Örebro. Hon var gift med kapten Niklas Adler (död 1752) vid brandvakten i Stockholm, men försörjde uppenbarligen ändå sig själv genom sitt skrivande. Hon var verksam från senast 1739 och framåt. Hon skrev begravnings- och bröllopsdikter och andra högtidskrifter på beställning, bland annat till Ulrika Eleonoras begravning. Hon var uppenbarligen populär och ofta anlitad under sin samtid, eftersom hon fick uppdrag nog att kunna försörja sig på dem, men hennes produktion ansågs inte stå på någon hög nivå utan betraktades som uteslutande kommersiell. Hon tillverkade också krimskrams. 
Brita Geyer nämns av Gustaf Reuterholm i ett brev till Hedvig Charlotta Nordenflycht hösten 1750: 
"försörjer sig med allehanda grannlåts förfärdigande, varav hon ibland plägar göra lyckepottor, smider esomoftast grav- och brudskrifter, av vilka jag icke sett någon som värdig att förvaras, icke ens den hon skrev över drottningens död".